# Der kaukasische Gefangene
Der kaukasische Gefangene (russisch Кавказский пленный) ist eine Erzählung von Wladimir Semjonowitsch Makanin. Sie erschien erstmals in der Zeitschrift Nowy mir (1995, Nr. 4) und wurde seither in verschiedenen Anthologien aufgenommen, unter anderem durch den Verlag Wagrius in der 2000 erschienen Erzählungs-Sammlung Удавшийся рассказ о любви, die 2005 in der Übersetzung von Annelore Nitschke unter dem Titel Der kaukasische Gefangene im Luchterhand Literaturverlag veröffentlicht wurde und außer der Titel-Erzählung Der kaukasische Gefangene noch die beiden Erzählungen Der Buchstabe A und Eine geglückte Liebesgeschichte enthält.

## Kurzbeschreibung
Rebellen haben russische Militäreinheiten in einem Gebirgstal des Kaukasus eingekesselt und verhandeln mit der lokalen russischen Militärführung über einen Austausch russischer Waffen gegen Verproviantierung. Der erfahrene russische Soldat Rubachin und sein Kamerad Wowka versuchen, im Alleingang einen Weg aus dem Belagerungsring zu finden, indem sie einen gefangenen jungen Rebellen als Geisel einsetzen. Rubachin ist von der Schönheit des Rebellen fasziniert, aber letztlich für sein eigenes Überleben und das seines Kameraden Wowka gezwungen, den schönen Rebellen zu töten.

## Inhalt
Die beiden Soldaten Rubachin und Wowka sind ausgeschickt worden, um Hilfe für ihre Kameraden zu holen. Sie sind dabei gescheitert, einen Weg hinaus aus einem Tal zu finden, in dem ihre russischen (oder sowjetischen) Einheiten von kaukasischen Rebellen eingekesselt sind, passieren auf dem Weg die Leiche eines von den Rebellen erschossenen Gefreiten, bestatten sie eilig. Als Rubachin und Wowka in ihrem Militärlager anlangen, trinken ihr Oberstleutnant Gurow und der Rebellenführer Alibekow auf der Veranda von Gurows requiriertem Bauernhaus zusammen Tee. „Alibekow ist wegen der Waffen da, und Gurow, seine Offiziere und Soldaten benötigen dringend Proviant, Lebensmittel“, und so gibt es ein „[g]emächliches Gespräch zwischen zwei Männern, die sich seit langem kennen und achten.“ Der Oberstleutnant weist die offenkundig beschäftigungslosen Rubachin und Wowka an, bei der Herrichtung des Gemüsegartens seiner Frau zu helfen, Wowka entzieht sich aber dieser Aufgabe, um eine alleinerziehenden Kriegs- oder Strohwitwe zu bezirzen, auf dass sie ihm dabei helfe, Portwein zu besorgen. Eigentlich will Wowka eine ganze Kiste: „Zum Zahlen. Man hat uns den Weg versperrt.“ Das aber lehnt die Alleinerziehende als verrückt ab. Im Kramladen, wo Wowka außer einer Flasche Portwein noch Zigaretten kauft, erfährt Wowka, die Soldaten von Oberfeldwebel Sawkin machten alsbald eine Patrouille „in den Wald, Rebellen entwaffnen.“ Mit dieser Neuigkeit kehrt der in der Portwein-Frage nur mäßig erfolgreiche Wowka zu Rubachin zurück, bringt eine Idee zur Sprache, die ursprünglich von Rubachin stammt: „Da sollten wir auch mit. Wir schnappen uns einen Tschurka hier aus den Bergen“ und haben somit „zum Zahlen“ etwas Besseres als eine Kiste Portwein, nämlich eine Geisel. „Die Soldaten stehlen sich klammheimlich vom Hof des Oberstleutnants“, versuchen sich unter Sawkins Männer zu mischen, doch Wowka scheitert auch hier: Er ist „gesichtet und sofort ausgemustert worden: Oberfeldwebel Sawkin verließ sich nur auf seine eigenen Männer. […] Rubachin stand mit den bulligsten, kräftigsten Soldaten in einer Gruppe, verschmolz mit ihnen“, zieht mit Sawkins Soldaten los. Als eingebetteter Fremdkörper kann Rubachin tatsächlich während der Entwaffnungs-Aktion eine persönliche Geisel nehmen. „Sie hatten viele entwaffnet, zweiundzwanzig Mann, und das war vielleicht der Grund, warum Rubachin seinen Gefangenen mühelos behalten konnte“. Ferner rechtfertigen sich Rubachin und Wowka, sie handelten aufgrund einer Dienstanweisung von Gurow, was niemand weiter nachprüft. Tatsächlich können Rubachin und Wowka somit ihre Geisel, einen jungen Rebellen, für sich behalten, da man mit „den Gefangenen […] im allgemeinen nichts anfangen [konnte]: Die jungen ließ man laufen, die erfahrenen hielt man in der Arrestanstalt zwei oder drei Monate fest, wie im Gefängnis – na, wenn sie fliehen würden, dann würde man sie erschießen, nicht ohne Spaß an der Sache“. Wissbegierigen Kameraden gegenüber verheimlichen Rubachin und Wowka, dass sie den jungen Rebellen „zum Zahlen“ brauchen, behaupten stattdessen genau umgekehrt, sie wollten den jungen Rebellen gegen Devisen austauschen. Ferner kassieren Rubachin und Wowka zotige Anmerkungen über die Schönheit des Rebellen, wegen der Rubachin, der als „einfacher Soldat […] gegen menschliche Schönheit nicht als solche gefeit“ ist, bereits „ein neues, unbekanntes Gefühl“ empfindet.
Rubachin und Wowka machen sich mit dem jungen Rebellen auf den Weg ins Gebirge, um sich mit ihm den Weg in ihre individuelle Freiheit zu erkaufen. Rubachin ergeht sich dem Gefangenen gegenüber in „abgedroschenen Phrasen“ darüber, dass ihre Völker doch einst befreundet gewesen seien, was beim Gefangenen das Ziel verfehlt, bei Wowka nur Spott hervorruft: „Es lebe die unzerstörbare Völkerfreundschaft…“ Rubachin gibt dem jungen Gefangenen außerdem zu verstehen, „daß sie ihn nicht ins Militärgefängnis brachten und auch sonst keine finsteren Absichten hegten, sondern ihn seinen Leuten übergeben wollten – im Tausch gegen die Passiererlaubnis.“ Rubachin verfängt sich während des Zusammenseins in eine sich immer weiter entwickelnde homoerotische „Sinnlichkeit“, beispielsweise kommt es im Zuge einer Übernachtungspause zu zufälligen oder absichtlichen Berührungen wie das Streichen eines Rubachin-Fingers über die Wange des Jünglings oder aneinander gelehntes Schlafen am Lagerfeuer. Rubachin merkt, dass durch die Nähe zu dem schönen Gefangene Ungewöhnliches mit ihm geschieht: „Aus dem Verbund der Organe hielt sein Magen als erster diese ungewohnte sinnliche Überlastung nicht aus – er krampfte sich zusammen, und der Bauch des erfahrenen Soldaten wurde hart wie ein Waschbrett. Rubachin rang nach Luft und bekam einen Hustenanfall“, beginnt am nächsten Morgen „den Jüngling plötzlich zu umsorgen“, was jener genau registriert: „Sicherlich wußte er, daß Rubachin durch ihre sich anbahnende Beziehung verwirrt war […], trug gleichsam schelmisch den Sieg über diesen hünenhaften, starken und doch so schüchternen Kerl davon.“ Doch schließlich gelangen die drei Männer an eine „gefährliche Stelle.“ Dort kommen von zwei verschiedenen Richtungen Rebellen-Patrouillen auf die drei Männer zu, und zurück können die drei Männer nicht; sie verstecken sich. Da der Gefangene zum Schweigen zu bringen ist, reißt Rubachin ihn hoch, verhindert, „daß seine Füße die verräterischen Büsche oder Steine berührten, die geräuschvoll herunterkollern könnten“, hält dem Gefangenen mit der einen Hand Mund und Nase zu, während die Hand des den Jüngling umfangenen Arms dem Jüngling „mit professionellem Kriegerautomatismus die Kehle zudrückt“, nachdem Rubachin ihn noch auf „die Kopfschlagader unterhalb des unrasierten Kinns“ geküsst hat. Sobald die Gefahr vorüber ist, beerdigen Rubachin und Wowka den ermordeten jungen Rebellen ebenso, wie sie zu Beginn der Handlung den gefallenen russischen Gefreiten beerdigt haben: „Die Unumkehrbarkeit des Geschehenen (der Tod: ein klarer Fall von Unumkehrbarkeit) treibt sie zu hektischer Eile an, gegen ihren Willen.“ Anschließend kehren Rubachin und Wowka wieder ins eingekesselte russische Militärlager zurück, wo wie gehabt ein bisschen herumgeschossen und ein bisschen herumgeschlafen wird und Rubachin sich vorübergehend in einem Traumbild des von ihm getöteten Rebellen verliert, erwacht, die schöne Berglandschaft mustert: „Die grauen, nur von Moos bewachsenen Hochtäler. Die armen, schmuddeligen Häuschen der Bergbewohner, wie Vogelnester an die Hänge gekleistert. Aber dennoch – die Berge?! Hier und dort drängten sich ihre sonnengelben Gipfel zusammen. Die Berge. Die Berge. Das wievielte Jahr schon wühlte ihre stumme, feierliche Erhabenheit sein Herz auf, aber was wollte ihm ihre Schönheit eigentlich sagen? Was war ihr Appell?“

## Textanalyse
Bei Der kaukasische Gefangene handelt es sich um eine auktorial erzählte Erzählung, die im Nordkaukasus spielt. Die Handlung beginnt zur Mittagszeit eines heißen Herbsttages und endet am Folgetag. Ansonsten wird im Text die Zeit der Handlung weitgehend offen gelassen und kann nur aus Andeutungen geschlossen werden: Es gibt Schusswaffen, Lastautos sowie ein für die Rebellen als Kriegsbeute offenbar wertloses Spidola-Transistorradio.

### Titel
Außer offensichtlich auf den jungen Rebellen bezieht sich der Titel auch auf einen Teil des Verhandlungsgesprächs zwischen Oberstleutnant Gurow und Alibekow, während dessen Gurow meint, Alibekow solle nicht „so störrisch“ sein, denn Alibekow wäre, „objektiv gesehen, ein Gefangener. Vergiß nicht, wo du dich befindest. Du sitzt bei mir.“ Alibekow verweist jedoch darauf, dass nur die Täler den Russen „gehören“, die Berge dagegen den Rebellen: „Du bist hier der Gefangene. […] Und überhaupt ist jeder von deinen Soldaten ein Gefangener.“

### Themen
Thema der Erzählung Der kaukasische Gefangene ist die Absurdität eines Krieges, der das Leben ganz und gar vereinnahmt: „Das Leben hat sich von allein in Krieg verwandelt (in was für einen blöden Krieg – weder Krieg, noch Frieden!) – und Gurow kämpft natürlich. Kämpft, schießt aber nicht“, weil gesteigerte Gewaltanwendung nur den Preis hochtreibt, mit dem er sich und seine Soldaten aus der Einkesselungs-Situation zu befreien vermag. Auch die Soldaten halten sich weitgehend an diese Maxime: Wenn Wowka sich als Scharfschütze betätigt, schießt er nur auf einen Taschenspiegel, eine glitzernde Wodka- oder Thermosflasche eines Rebellen, nicht auf den Rebellen selbst: „Wenn er einen Rebellen töten würde, gäbe es für die Lastautos erst recht kein Durchkommen mehr auf der Straße“ und damit kein Ende der einkesselungsbedingten Nahrungsnot. Die jungen Rebellen dagegen schießen, doch sie „verstanden sich noch schlecht aufs Schießen (und auch schlecht aufs Töten)“ und bleiben damit hinter ihren eigenen Wünschen zurück: „Junge Kerle. Die wollen möglichst schnell den ersten Feind umbringen, um auf den Geschmack zu kommen.“ Anders würden sich dagegen die alten Männer verhalten, „kluge alte Männer“, wie der Rebellenführer Alibekow meint: „Sie sagen, es wäre an der Zeit, nach Europa zu marschieren. Es wäre Zeit für einen neuen Feldzug. […] Die Alten sagen, wo die Russen hingehen, da gehen wir auch hin – was schießen wir hier aufeinander? […] Man muß eben von Zeit zu Zeit gegen Europa zu Felde ziehen. Die Alten sagen, dann hätten wir sofort Frieden.“
Da Nordkaukasier und Russen das aber nicht tun, bekämpfen sie sich um des Kampfes willen gegenseitig, und der Selbstzweck Krieg wirft die Menschen auf das vorzivilisatorische Niveau des Tauschhandels zurück: „Das Leben hat sich von ganz allein verändert, sich für alle möglichen Tauschgeschäfte geöffnet (tausche X gegen Y)“, wobei das X und das Y jeweils Leben, Freiheit, zwischenmenschliche Berührungen, Sex, Nahrung, Waffen sein können:
- Oberstleutnant Gurow verhandelt mit dem Rebellenführer Alibekow darüber, mit den Rebellen Waffen gegen Proviant zu tauschen.[5]
- Rubachin und Wowka wollen das Leben des Jünglings gegen ihre individuelle Freiheit tauschen, nachdem sie dabei gescheitert sind, für diesen Zweck eine Kiste Portwein zu erhaschen.[8]
- Rubachin und der Jüngling tauschen unbewusst oder unbewusst zwischenmenschliche Berührungen aus.[19][20]
- Wowka tauscht den Zugang zum Portwein gegen Zärtlichkeiten für die Alleinerziehende ein,[8] ebenso wie Gurow einst als Major mit einer Frau schlief und frisches Räucherfleisch erhielt.[37]
- Die Alleinstehende ist „vor kurzem“ von vier Männern vergewaltigt worden und tauschte somit ihr Weiterleben gegen Sex ein.[38]

### Figuren (Auswahl)
- Rubachin: Dieser in der „Steppe jenseits des Dons“ (also vom Kaukasus aus gesehen westlich davon)[39] beheimatete „Flachländer“[40] hat seine Wehrzeit bereits abgedient,[39] dementsprechend viel Kampferfahrung,[40] ist aber in die Schönheit der Landschaft vernarrt, hat zuletzt „vor einem Jahr, glaub ich“, mit einer Frau geschlafen[41] und gewinnt, sexuell ausgehungert, durch die Bekanntschaft mit dem jungen Rebellen „einen unwillkommenen Einblick in seine eigene Sexualität.“[42] Der Körper des „hünenhaften, starken und doch so schüchternen“ Rubachin[23] ist etwas träge, „aber wenn er einmal Anlauf genommen hatte, dann spielte weder ein krummer Busch noch Geröll unter seinen Füßen eine Rolle – dann flog er.“[43]
- Schütze Wowka: Er verlässt sich gerne „auf Rubachins Erfahrung, der auf einen Kilometer einen Stein unter einem fremden Fuß knirschen hörte“,[44] und gehört „zu jenen schneidigen Soldaten, die langwierige Arbeit nicht aushalten. (Und jede andere Arbeit auch nicht.)“[45] Der Untergebene Rubachins ist „sympathisch, er lächelt gern, und wo er einen Augenblick zu lang verweilt, schlägt er gleich Wurzeln“.[45] Er versteht es, „die Wahrheit zu sagen und dabei den Kopf zu vernebeln“,[13] und setzt seine Fähigkeiten unter anderem dafür ein, auf die Schnelle eine alleinerziehende Stroh- oder Kriegswitwe zur Portwein-Beschaffung und zum Geschlechtsverkehr zu bewegen.[8]
- Der junge Rebell: Das „Jüngelchen von sechszehn, siebzehn Jahren“[46] spricht „nicht allzu gut Russisch, aber verstand natürlich alles.“[15] Er hat eine „zarte Haut“,[46] seine Unterlippe ist „schmollend vorgeschoben, wie bei einer blutjungen Frau“,[44] das Gesicht wird umrahmt durch „das schulterlange, dunkle Haar […]. Feine, gerade Nase. Die braunen Augen fesselten den Blick besonders – sie waren groß, weitstehend und schielten leicht.“[15] Für das lange Haar führt der Jüngling einen Kamm mit ins Kampfgebiet, den er auch in Gefangenschaft ausgiebig benutzt,[22] seine schönen Sportschuhe nehmen ihm die Russen allerdings ab.[47] „Seine Schönheit zu fühlen war für ihn genauso natürlich, wie Luft zu atmen.“[48] Inspiriert ist die Figur des jungen Rebellen – unter umgekehrten Vorzeichen – von der Figur der jungen Tscherkessin aus Puschkins Der Gefangene im Kaukasus: Die Tscherkessin verliebt sich in einen gefangenen russischen Offizier.[42]
- Oberstleutnant Petrowitsch Gurow: Durch den Krieg ist er theoretisch „zum Allmächtigen dieses Ortes, wie auch aller angrenzenden“,[4] aufgestiegen, praktisch aber ist die Hauptsorge dieses Allmächtigen die Nahrungsmittelknappheit in seinem kleinen Universum. „Er und seine Frau wohnen in einem stattlichen Bauernhaus mit weinumrankter, lauschiger Veranda; zum Haus gehört auch Hofland“,[4] das zur Nahrungsmittelproduktion eingesetzt wird. Gurow respektiert die nordkaukasischen Rebellen, deren Führer Alibekow in Gurows Haus verkehrt. „Gurow weiß, daß Alibekow klüger ist als er, schlauer. Dafür sind seine, Gurows, Gedanken von Dauer und in langen Jahren zu so reiner Klarheit durchdacht, daß sie keine Gedanken mehr sind, sondern Teile seines Körpers, wie Arme und Beine.“[49]

## Auszeichnung und Adaption
Für Der kaukasische Gefangene sowie den im Jahr 2003 auch auf Deutsch erschienenen Roman Underground oder Ein Held unserer Zeit (russisch Андеграунд, или Герой нашего времени) erhielt Makanin im Jahr 1999 den Staatspreis der Russischen Föderation. Im Jahr 2007 wurde die Erzählung als russisch-bulgarische Koproduktion durch Alexei Jefimowitsch Utschitel verfilmt.

## Rezeption im deutschsprachigen Raum
Die Zeit stellte fest, dass Makunin es mit dieser „literarisch überragenden“ sowie „behutsamen“ und in ihrer „humanen Zurückhaltung an Tschechow erinnernden Erzählung“ gelungen sei, sich einen „festen Platz in jeder Anthologie russischer Erzählungen des 20. Jahrhunderts“ zu sichern. Auch die Frankfurter Allgemeine Zeitung lobte die Erzählung: Makanin empfehle sich mit ihr als „Monumentalist der knappen Form“.

## Deutschsprachige Textausgabe
- Wladimir Makanin: Der kaukasische Gefangene. In: Wladimir Makanin: Der kaukasische Gefangene. Drei Erzählungen. Luchterhand, München 2005. S. 5–57.